# Бурджу Долунай
Бурджу Долунай (тур. Burcu Dolunay, 17 лютого 1984) — турецька плавчиня.
Учасниця Олімпійських Ігор 2012 року.